# Mikhail Vladimirovich Viktorov
Mikhail Vladimirovich Viktorov (tiếng Nga: Михаил Владимирович Викторов; 24 tháng 12 năm 1893 – 1 tháng 8 năm 1938) là một nhà lãnh đạo quân sự Nga và Tổng tư lệnh Lực lượng Hải quân Liên Xô từ tháng 8 năm 1937 đến tháng 1 năm 1938.

## Sự nghiệp
Sinh ra ở Yaroslavl, Viktorov là con trai của một sĩ quan quân đội Nga hoàng và tốt nghiệp Học viện Hải quân với huy chương vàng thiếu sinh quân năm 1913. Trong Thế chiến thứ nhất, ông phục vụ trong Hạm đội Baltic và là sĩ quan hoa tiêu của thiết giáp hạm Tsesarevich và tham gia chiến đấu trong trận Hải chiến Moonsund.
Trong Nội chiến Nga, ông gia nhập phái Bolshevik và làm nhiệm vụ chỉ huy tàu tuần dương Oleg và sau đó là các thiết giáp hạm Andrei Pervozvanny và thiết giáp hạm Gangut. Năm 1921, ông tham gia trấn áp Cuộc nổi dậy Kronstadt.
Từ tháng 12 năm 1924 đến tháng 4 năm 1926, ông được bổ nhiệm làm Cục trưởng Cục Thủy văn Trung ương Liên Xô. Từ năm 1925, ông chỉ huy Hạm đội Baltic. Năm 1932, ông tham gia thành lập và là chỉ huy trưởng đầu tiên của Hạm đội Thái Bình Dương của Liên Xô.
Tháng 8 năm 1937, Viktorov trở thành Chỉ huy trưởng của Hải quân Liên Xô sau khi người tiền nhiệm Vladimir Orlov bị bắt giữ. Tuy nhiên, chỉ vài tháng sau, chính bản thân Viktorov cũng bị bắt và bị xử bắn vào năm 1938. Mãi đến năm 1956, ông mới được phục hồi danh dự.